# 40. ceremonia wręczenia Oscarów
40. ceremonia rozdania Oscarów odbyła się 10 kwietnia 1968 roku w Santa Monica Civic Auditorium w Santa Monica.

## Laureaci[1]

### Najlepszy film
- Walter Mirisch – W upalną noc
- Warren Beatty – Bonnie i Clyde
- Arthur P. Jacobs – Doktor Dolittle
- Lawrence Turman – Absolwent
- Stanley Kramer – Zgadnij, kto przyjdzie na obiad

### Najlepszy aktor
- Rod Steiger – W upalną noc
- Warren Beatty – Bonnie i Clyde
- Paul Newman – Nieugięty Luke
- Dustin Hoffman – Absolwent
- Spencer Tracy – Zgadnij, kto przyjdzie na obiad (pośmiertnie)

### Najlepszy aktor drugoplanowy
- George Kennedy – Nieugięty Luke
- Gene Hackman – Bonnie i Clyde
- Michael J. Pollard – Bonnie i Clyde
- John Cassavetes – Parszywa dwunastka
- Cecil Kellaway – Zgadnij, kto przyjdzie na obiad

### Najlepsza aktorka
- Katharine Hepburn – Zgadnij, kto przyjdzie na obiad
- Faye Dunaway – Bonnie i Clyde
- Anne Bancroft – Absolwent
- Audrey Hepburn – Doczekać zmroku
- Edith Evans – Szepczące ściany

### Najlepsza aktorka drugoplanowa
- Estelle Parsons – Bonnie i Clyde
- Mildred Natwick – Boso w parku
- Katharine Ross – Absolwent
- Beah Richards – Zgadnij, kto przyjdzie na obiad
- Carol Channing – Na wskroś nowoczesna Millie

### Najlepsza scenografia i dekoracje wnętrz
- John Truscott, Edward Carrere, John W. Brown – Camelot
- Mario Chiari, Jack Martin Smith, Ed Graves, Walter M. Scott, Stuart A. Reiss – Doktor Dolittle
- Robert Clatworthy, Frank Tuttle – Zgadnij, kto przyjdzie na obiad
- Lorenzo Mongiardino, John DeCuir, Elven Webb, Giuseppe Mariani, Dario Simoni, Luigi Gervasi – Poskromienie złośnicy
- Alexander Golitzen, George C. Webb, Howard Bristol – Na wskroś nowoczesna Millie

### Najlepsze zdjęcia
- Burnett Guffey – Bonnie i Clyde
- Richard H. Kline – Camelot
- Robert Surtees – Doktor Dolittle
- Robert Surtees – Absolwent
- Conrad L. Hall – Z zimną krwią

### Najlepsze kostiumy
- John Truscott – Camelot
- Theadora Van Runkle – Bonnie i Clyde
- Bill Thomas – The Happiest Millionaire
- Irene Sharaff, Danilo Donati – Poskromienie złośnicy
- Jean Louis – Na wskroś nowoczesna Millie

### Najlepsza reżyseria
- Mike Nichols – Absolwent
- Arthur Penn – Bonnie i Clyde
- Stanley Kramer – Zgadnij, kto przyjdzie na obiad
- Richard Brooks – Z zimną krwią
- Norman Jewison – W upalną noc

### Pełnometrażowy film dokumentalny
- Pierre Schoendoerffer – The Anderson Platoon
- Murray Lerner – Festival
- Carroll Ballard – Harvest
- Jack Levin – A King’s Story
- William C. Jersey – A Time for Burning

### Krótkometrażowy film dokumentalny
- Mark Harris i Trevor Greenwood – The Redwoods
- Charles Guggenheim – Monument to the Dream
- Christopher Chapman – A Place to Stand
- Robert Fitchet – See You at the Pillar
- Carl V. Ragsdale – While I Run This Race

### Najlepszy montaż
- Hal Ashby – W upalną noc
- Frank P. Keller – Wybrzeże we krwi
- Michael Luciano – Parszywa dwunastka
- Samuel E. Beetley, Marjorie Fowler – Doktor Dolittle
- Robert C. Jones – Zgadnij, kto przyjdzie na obiad

### Najlepszy film nieangielskojęzyczny
- Jiří Menzel – Pociągi pod specjalnym nadzorem
- Francisco Rovira Beleta – Zaczarowana miłość
- Noboru Nakamura – Portret Chieko
- Aleksandar Petrović – Spotkałem nawet szczęśliwych Cyganów
- Claude Lelouch – Żyć, aby żyć

### Najlepsza muzyka
- Elmer Bernstein – Na wskroś nowoczesna Millie
- Lalo Schifrin – Nieugięty Luke
- Leslie Bricusse – Doktor Dolittle
- Richard Rodney Bennett – Z dala od zgiełku
- Quincy Jones – Z zimną krwią

### Najlepsza adaptacja muzyki
- Alfred Newman, Ken Darby – Camelot
- Lionel Newman, Alexander Courage – Doktor Dolittle
- Frank De Vol – Zgadnij, kto przyjdzie na obiad
- André Previn, Joseph Gershenson – Na wskroś nowoczesna Millie
- John Williams – Dolina lalek

### Najlepsza piosenka filmowa
- Leslie Bricusse – „Talk to the Animals” z filmu Doktor Dolittle
- Quincy Jones (muzyka), Bob Russell (słowa) – „The Eyes of Love” z filmu Banning
- Burt Bacharach (muzyka), Hal David (słowa) – „The Look of Love” z filmu Casino Royale
- Terry Gilkyson – „The Bare Necessities” z filmu Księga dżungli
- Jimmy Van Heusen, Sammy Cahn – „Thoroughly Modern Millie” z filmu Na wskroś nowoczesna Millie

### Najlepszy dźwięk
- Samuel Goldwyn Studio Sound Department – W upalną noc
- Warner Bros.-Seven Arts SSD – Camelot
- M-G-M SSD – Parszywa dwunastka
- 20th Century-Fox SSD – Doktor Dolittle
- Universal City SSD – Na wskroś nowoczesna Millie

### Najlepsze efekty specjalne
- L. B. Abbott – Doktor Dolittle
- Howard A. Anderson, Albert Whitlock – Tobruk

### Najlepszy montaż dźwięku
- John Poyner – Parszywa dwunastka
- James Richard – W upalną noc

### Krótkometrażowy film animowany
- Fred Wolf – The Box
- Jean-Charles Meunier – Hypothèse Beta
- Robert Verrall, Wolf Koenig – What on Earth!

### Krótkometrażowy film aktorski
- Christopher Chapman – A Place To Stand
- Julian Biggs – Paddle to the Sea
- John Fernhout – Sky Over Holland
- Len Janson, Chuck Menville – Stop Look and Listen

### Najlepszy scenariusz oryginalny
- William Rose – Zgadnij, kto przyjdzie na obiad
- David Newman, Robert Benton – Bonnie i Clyde
- Robert Kaufman, Norman Lear – Rozwód po amerykańsku
- Jorge Semprún – Wojna się skończyła
- Frederic Raphael – Dwoje na drodze

### Najlepszy scenariusz adaptowany
- Stirling Silliphant – W upalną noc
- Donn Pearce, Frank Pierson – Nieugięty Luke
- Calder Willingham, Buck Henry – Absolwent
- Richard Brooks – Z zimną krwią
- Joseph Strick, Fred Haines – Ulisses

### Oscar Honorowy
- Arthur Freed – za całokształt osiągnięć jako producent i kompozytor muzyki filmowej